# Anne Curzan
Anne Curzan est professeure à l'Université du Michigan, auteure de livres sur la langue, membre de l'American Heritage Dictionary Usage Panel et co-animatrice de That's What They Say sur Michigan Radio.

## Biographie
Elle est titulaire d'un BA en linguistique de l'Université Yale (summa cum laude), d'une maîtrise et d'un doctorat en langue et littérature anglaises de l'Université du Michigan.
Elle est doyenne du Collège de littérature, des sciences et des arts de l'Université du Michigan, où elle occupe également des postes de professeure au Département de linguistique en tant que professeure d'anglais Arthur F. Thurnau et à l'École d'éducation. Elle est codirectrice du programme de doctorat conjoint en anglais et en éducation. Elle a enseigné plus de 15 cours à l'Université du Michigan et à l'Université de Washington, y compris l'histoire de la langue anglaise, l'influence française dans l'histoire de l'anglais, la langue et le genre, l'anglais standard et la politique de l'autorité linguistique. Ses intérêts de recherche incluent l'histoire de l'anglais, la langue et le genre, la linguistique de corpus, la sociolinguistique historique, la pédagogie et la lexicographie.
Elle est membre de l'American Heritage Dictionary Usage Panel et de l'American Dialect Society, qui vote pour le mot de l'année. Elle écrit régulièrement pour le blog linguistique The Chronicle of Higher Education, pour Lingua Franca, et est co-animatrice de l'émission That's What they Say sur Michigan Radio.
En 2019, elle est nommée doyenne du Collège des lettres, des sciences et des arts.

## Distinctions
Anne Curzan a reçu plusieurs prix pour son travail, dont le prix Henry Russel et le prix John Dewey.

## Livres
- (ISBN 978-0205032280) How English works: A linguistic introduction
- (ISBN 978-0472067329) First day to final grade: A graduate student's guide to teaching, avec Lisa Damour
- (ISBN 978-0521820073) Gender shifts in the history of English
- (ISBN 978-1598038934) The secret life of words: English words and their origins
- (ISBN 978-1107020757) Fixing English: Prescriptivism and language history